# Marie-Louise von Motesiczky
Marie-Louise von Motesiczky (Viena, 24 d'octubre de 1906 – Londres 10 de juny de 1996) fou una pintora austríaca.

## Biografia i dedicació artística
Va néixer a Viena el 1906 en una família aristocràtica. El seu pare, Edmund von Motesiczky, era violoncel·lista. La seva mare, Henriette von Lieben, venia d'una de les famílies més riques i cultivades de l'Imperi Habsburg. Havien donat moltes de les obres del Museu d'Història de l'Art de Viena i, en el seu saló palatí, situat davant de l’òpera, Hugo von Hofmannsthal havia llegit els seus primers poemes. La seva col·lecció d'art era formidable.
Després de deixar l'escola als 13 anys, Marie-Louise von Motesiczky va assistir a escoles d'art en diverses ciutats d'Europa, incloses Viena, París (a l'Acadèmia de Pintura Montparnasse) i Berlín. El 1928, Max Beckmann la va convidar a incorporar-se a la seva masterclass a la Städelschule de Frankfurt del Main, on va perfeccionar el seu ofici i tots dos es van fer grans amics. Motesiczky va passar els deu anys següents desenvolupant el seu ofici, però, com que la seva família era en part d’origen jueu, el 1938 va haver de fugir de l’annexió nazi de Viena.
Motesiczky, acompanyada per la seva mare Henriette, va fugir a Londres via Amsterdam, on es va unir a l'Associació Internacional dels Artistes (AIA) i contribuí a algunes de les seves exposicions, la primera de les quals va ser a Londres el 1944. El seu germà, que s'havia quedat, va ser mort pels nazis per oposar-se el règim. Durant aquest període també es va relacionar sentimentalment amb l'escriptor Elias Canetti, que continuaria sent un company i amic proper durant molts anys. La segona gran influència en el seu treball després de Max Beckmann va ser Oskar Kokoschka. El seu gran cercle d'amics també incloïa l'escultora Marie Duras, l'historiador de l'art Ernst Gombrich i l'artista Milein Cosmann.
Després del final de la guerra, Motesiczky va exposar les seves pintures a moltes institucions europees i va continuar treballant des de casa seva a Londres, on vivia amb la seva mare i una minyona. La seva mare es va convertir en el tema de moltes de les seves pintures després del 1960, i Motesiczky reportava la seva fragilitat invasiva en quadres com The Old Song i From Night into Day. Motesiczky també va pintar molts «quadres de fantasia» figuratius, quadres onírics que desdibuixaven la frontera entre la fantasia i la realitat, però que al·ludien a la seva pròpia experiència i estaven carregats de simbolisme personal.
El gran èxit de Motesiczky al Regne Unit es va produir el 1985, amb una important retrospectiva al Goethe Institut de Londres, que va generar gran aclamació i va veure consolidada la seva reputació com a artista austríaca important. No obstant això, pel que fa a l'exposició, tal com va escriure The Independent ,"Motesiczky mai no va necessitar vendre els seus quadres, de fet, va preferir mantenir-los al seu voltant. Un desdeny aristocràtic pel mercat significava que, tot i que accedia a fer exposicions, no deixaven de ser experiències incòmodes." A part de diverses obres en conegudes col·leccions públiques, com la Scottish National Gallery of Modern Art, el Stedelijk Museum of Modern Art, la Tate Gallery, la National Portrait Gallery (Londres), el Museu Fitzwilliam, l'Österreichische Galerie Belvedere i moltes col·leccions privades, va mantenir el cos principal de la seva obra a casa seva.
Va morir a Londres el 1996. Les seves pintures, dibuixos i papers personals van passar a poder del «Marie-Louise von Motesiczky Charitable Trust», sota la presidència fundadora de Jeremy Adler, que s’ha dedicat des d'aleshores a preservar, catalogar i promoure la seva obra. Amb motiu del centenari del seu naixement, una exposició itinerant de la Galeria Tate va passar entre els anys 1906 i 1907 per diverses ciutats europeesː Liverpool, Frankfurt, Viena i Southampton.
De la seva vida artística, va comentar una vegada: “Encara que només poguéssiu pintar un bon quadre a la vostra vida, la vostra vida hauria valgut la pena”. Diana Athill va escriure sobre la seva amistat amb Motesiczky en les seves memòries, Somewhere Towards the End (Granta, 2008).